# 亞瑟基爾升降橋
亞瑟基爾升降橋（英語：Arthur Kill Vertical Lift Railroad Bridge）是一條位於亞瑟基爾海峽，連接紐約州史泰登岛和伊麗莎白的鐵路升降橋。橋樑由巴爾的摩與俄亥俄鐵路修建，於1959年啟用，用來取代1890年完工的亞瑟基爾大橋。橋上有一條單線鐵道，通常用來運送來自紐約市的垃圾及往史泰登岛西部的貨物。亞瑟基爾升降橋是世界上最長的升降橋，有兩座高215英尺（66公尺）的橋塔和558英尺（170公尺）跨度，使船隻有寬達500英尺（152公尺）水域可以通過大橋。大橋下降時淨空135英尺（41），上升時則淨空31英尺（9.45）。

## 歷史
亞瑟基爾升降橋在1959年通車，取代舊的亞瑟基爾大橋。此後由於史泰登岛的工廠減少，伯利恒鋼鐵，美國石绵集團和宝洁等在該島設施相繼關閉，導致鐵路和道路貨運需求下降。此外北岸支線鐵路的營運者亦兩度易手，包括巴爾的摩與俄亥俄鐵路、CSX運輸和德拉威爾奧齊戈集團均視這橋樑為冗余建筑物。大橋翻新前最後列貨運火車行駛亞瑟基爾升降橋是在1990年，而北岸支線亦在2007年結束。

### 翻新
1994年，紐約市經濟發展局從CSX運輸手上買下大橋業權。2004年12月，該局和紐約與新澤西港務局宣佈斥資7,200萬美元翻新大橋和重啟史泰登岛貨運列車服務，翻新工程包括重新為大橋鋼架塗上油漆，及翻新升降裝置。大橋主色塗上皇室藍，以向同為皇室藍主色的巴爾的摩與俄亥俄鐵路致敬。整項工程於2006年6月完工。10月4日，時隔16年終於再有火車行駛大橋，但這只是一輛鐵路機車行駛回紐約集装箱码头。
2007年4月2日，大橋恢復了正常運作，包括從史泰登島轉運站發出的垃圾運輸服務，預計每年能從附近的戈瑟尔斯大桥分流9萬輛貨車經過此大橋。10月4日，紐約集装箱码头宣佈豪兰呼克海运码头將會恢復一條特快鐵路服務並行駛此橋，營運者為聯合鐵路共用資產營運、CSX和諾福克南方鐵路。
亞瑟基爾海峽是一條重要航道，大橋通常維持上升狀態讓船隻通過，需要時才下降讓列車通過。截至2018年美國海岸巡防隊的規定，大橋每天只能下降兩次，每次維持15分鐘，在高潮下降前需提前發出警示和限制。